# Melpomene paradoxa
Melpomene paradoxa är en stensöteväxtart som beskrevs av Lehnert. Melpomene paradoxa ingår i släktet Melpomene och familjen Polypodiaceae. Inga underarter finns listade.